# Dryptosauroides
Dryptosauroides grandis
Genre
Espèce
Dryptosauroides (signifiant « de forme semblable au Dryptosaurus ») est un genre éteint de dinosaures théropodes de la fin du Crétacé supérieur (Maastrichtien) retrouvé en Inde. C'était un grand théropode possiblement de la famille des Abelisauridae. 
L'espèce type et seule espèce, Dryptosauroides grandis, a été nommée par Friedrich von Huene en 1932 et décrite par Huene et Charles Alfred Matley en 1933,. Le nom spécifique signifie « grand » en latin.
Le genre est basé sur des fossiles constitués de six vertèbres caudales de treize à quatorze centimètres de longueur, formant les spécimens types GSI IM K20/334, 609, K27/549, 601, 602 et 626. Ils ont été retrouvés dans des strates datées du Maastrichtien de la formation de Lameta. Le genre est considéré comme un nomen dubium.